# سرقوج

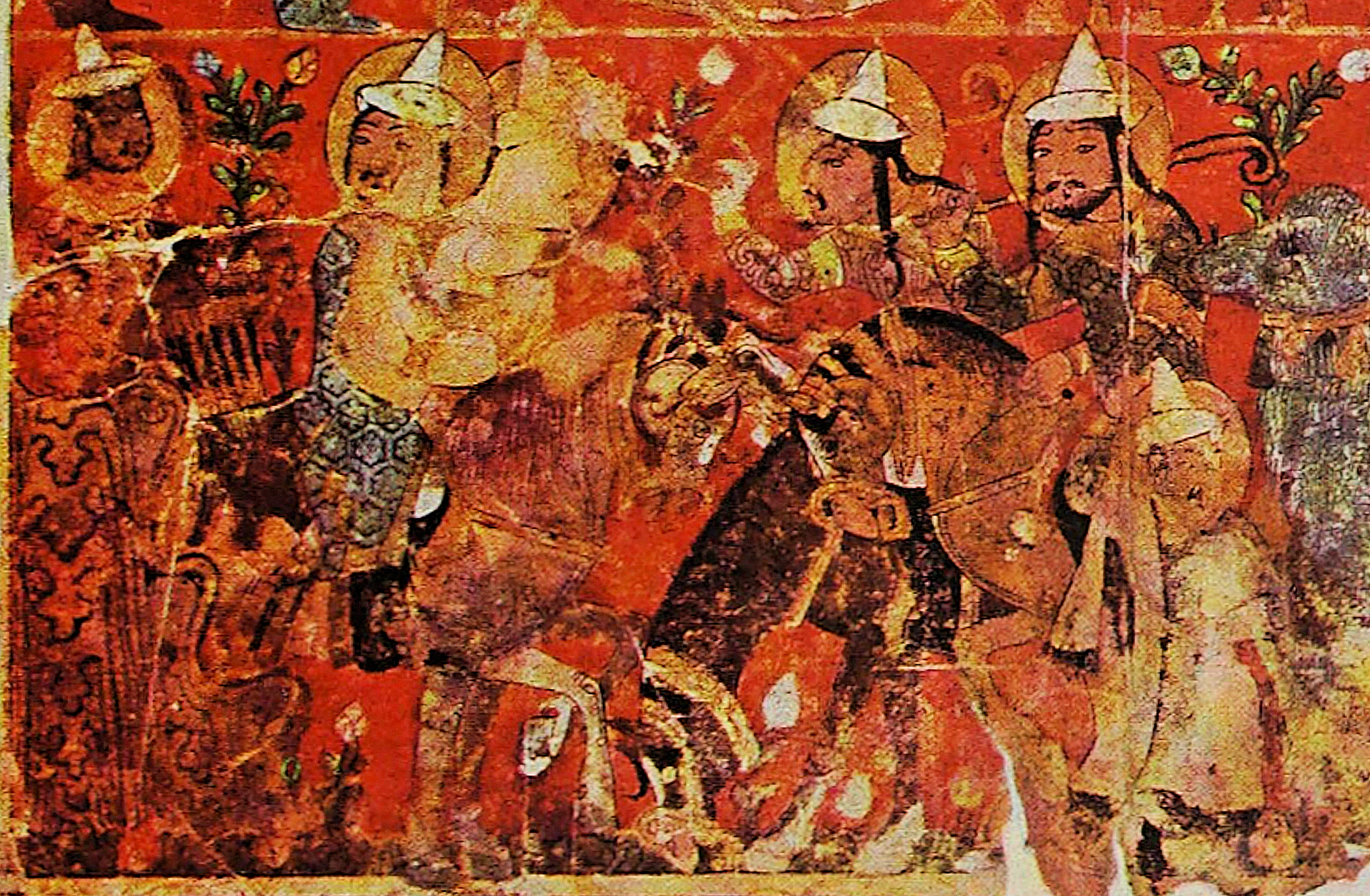
جنود تركمان (تفصيل)، يرتدون السرقوج أثناء لعبة البولو. كتاب الدرياق ("كتاب الترياق المنسوب لجالينوس"). على الأرجح شمال العراق (الموصل)، منتصف القرن الثالث عشر.

كان السرقوج نوعًا من القبعات المخروطية ذات الحواف العريضة، يرتديها الرجال في آسيا الوسطى خلال فترة الحكم التركي في الشرق الأوسط وآسيا الوسطى في القرنين الثاني عشر إلى الرابع عشر الميلاديين. كانت عادة بيضاء أو بلون الكريما، ويمكن تزيينها بـ تخفيفة ملونة متقاطعة، تُثبّت في مكانها بواسطة بروش أو صفيحة معدنية.

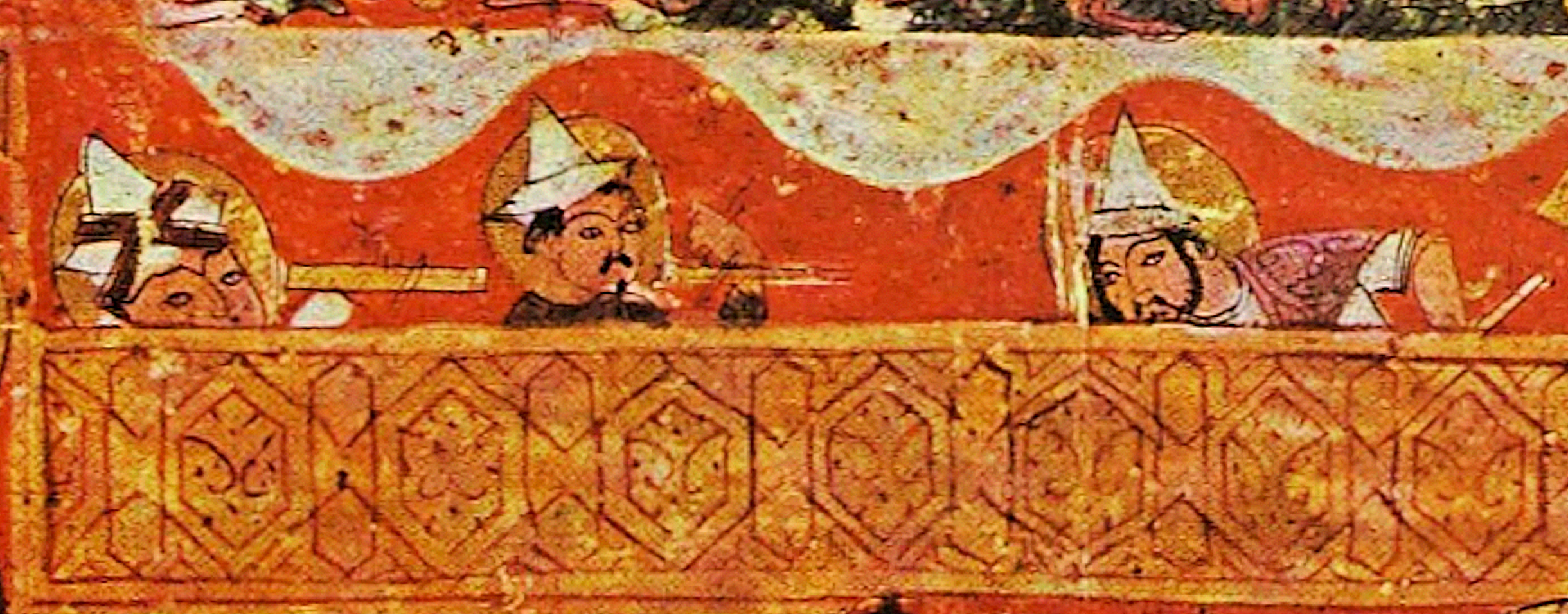
عمال يرتدون السرقوج. على الأرجح شمال العراق (الموصل)، منتصف القرن الثالث عشر